# Sup bengálský
Sup bengálský (Gyps bengalensis) je druh supa vyskytujícího se v jižní a jihovýchodní Asii, blízký příbuzný evropského supa bělohlavého. Vyskytuje se v oblasti od východního Pákistánu přes Indii, Myanmar po Vietnam. Populace tohoto druhu klesá, proto je od roku 2000 je na Červeném seznamu IUCN řazen jako kriticky ohrožený. Sup bengálský umírá na selhání ledvin, které je způsobováno otravou diklofenakem. V 80. letech 20. století byla populace supa bengálského odhadována na několik milionů jedinců a předpokládalo se, že se jedná o nejhojnější druh dravce vůbec. K roku 2016 je však celosvětová populace tohoto druhu odhadována na méně než 10 000 dospělých jedinců (IUCN uvádí rozpětí od 2 500 do 9 999).

## Popis
Sup bengálský je středně velký sup s neopeřenou hlavou a krkem, velmi širokými křídly a krátkými ocasními pery. Oproti evropskému supu bělohlavému je mnohem menší. Bíle zbarvená záda, hřbet a spodní část křídel kontrastují s jinak tmavým opeřením. Hlava je narůžovělá, zobák stříbřitý s tmavým ozobím.
Je nejmenším zástupcem rodu Gyps, ale i tak je poměrně velkým ptákem. Váží mezi 3,5–7,5 kg, na délku měří 75–93 cm a rozpětí křídel se pohybuje mezi 1,92–2,6 metry.

## Chování a ekologie

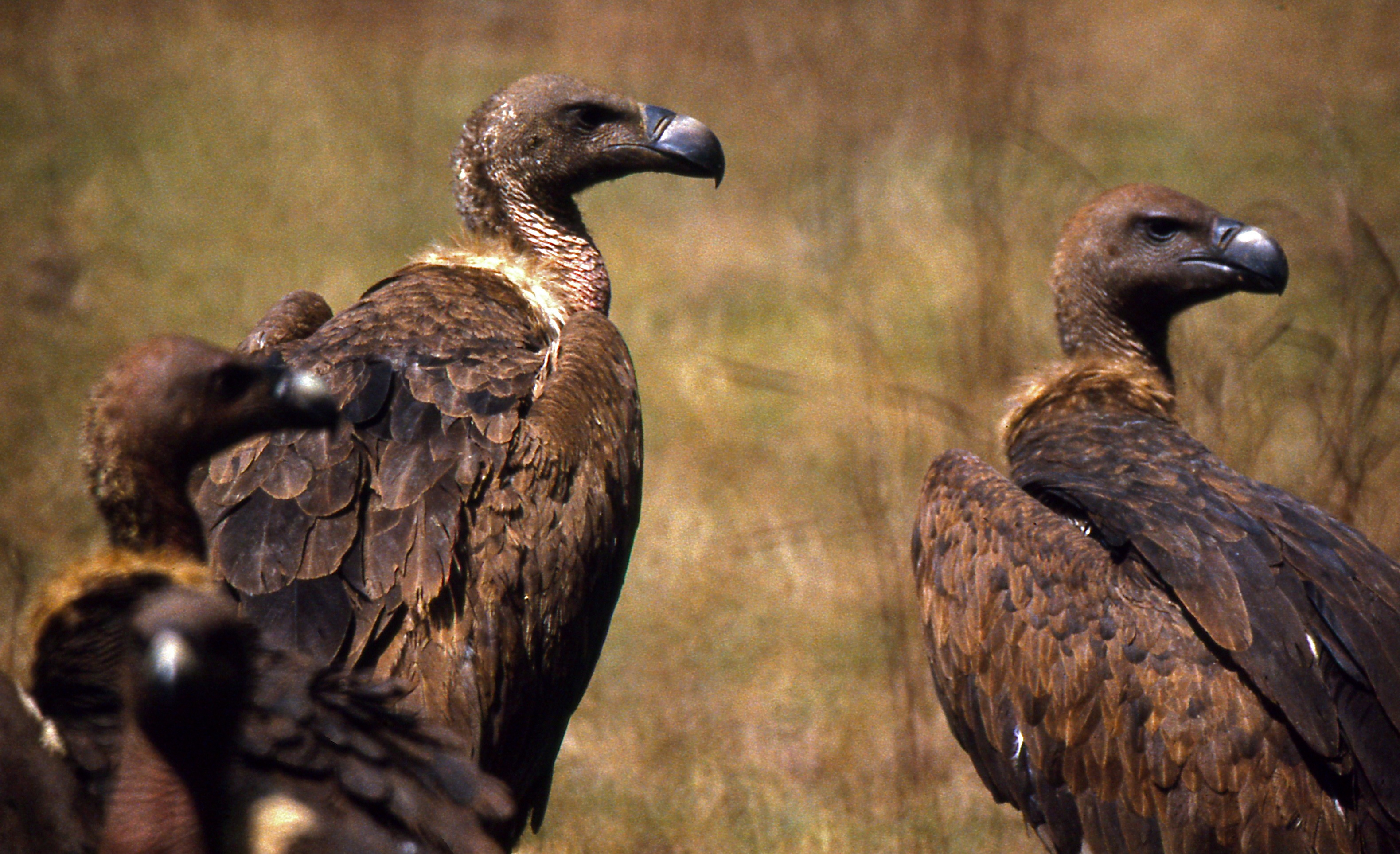
Sup bengálský (Gyps bengalensis) juvenilní

Jako ostatní supi se jedná o mrchožrouta. Pokud spatří zdechlinu, rychle se nakrmí. Obvykle sedává na okolních stromech. Hlavním obdobím hnízdění je listopad až březen, vejce jsou kladena nejčastěji v lednu. Snáší většinou jen jedno vejce, délka inkubace se pohybuje mezi 45–52 dny. V zajetí se sup bengálský dožil nejméně 12 let.

## Ohrožení
Červený seznam IUCN jej od roku 2000 hodnotí jako kriticky ohrožený druh. K roku 2017 uvádí, že dospělých jedinců tohoto druhu je mezi 2500 až 9999.
Původně se často vyskytoval na planinách řeky Gangy, často byl také viděn na stromech ve velkých městech. Britský ornitolog Hugh Whistler (1889–1943) ve své knize z roku 1949 uvádí, že sup bengálský byl nejběžnějším druhem supů v Indii.
Do 90. let 20. století byl tento druh považován za obtíž letadel, kterým hejna supů bengálských bránila v letu. Tento druh, stejně jako sup indický a sup bělohlavý, však utrpěl od počátku 90. let 20. století v Indii a okolních zemích až 99 % pokles populace. Tento pokles je přičítán otravám látkou diklofenak, který se mj. využívá jako nesteroidní antiflogistikum pro zvířata, přičemž zanechává stopu v tělech dobytka, což při požírání mršin vede k selhání ledvin ptáků.
Alternativními hypotézami je epidemie ptačí malárie či souvislost s dlouhodobými klimatickými cykly.